# Acanthocnemoides sukatshevae
Acanthocnemoides sukatshevae is een keversoort uit de familie Acanthocnemidae. De wetenschappelijke naam van de soort is voor het eerst geldig gepubliceerd in 1977 door Zherikhin.